# Melitaea amaura
Melitaea amaura är en fjärilsart som beskrevs av Karl Schawerda 1919. Melitaea amaura ingår i släktet Melitaea och familjen praktfjärilar. Inga underarter finns listade i Catalogue of Life.